# Zsolt Korcsmár
Zsolt Korcsmár (* 9. Januar 1989 in Komló) ist ein ungarischer Fußballspieler.

## Karriere
Korcsmár wechselte 2005 aus der Jugend in die erste Mannschaft von Újpest. Er debütierte in der Nemzeti Bajnokság am 22. April 2006 dem 24. Spieltag. Beim 7:0-Erfolg über Budapest Honvéd wurde er in der 85. Minute eingewechselt. Er spielte bis 2010 bei Újpest. Zur Saison 2010/11 wurde er nach Norwegen zu Brann Bergen verliehen. Sein Debüt für Bergen in der Tippeligaen gab er am 8. August 2010 (20. Spieltag) in der Partie gegen IK Start. Das Spiel endete 1:3. In dieser Saison gab er auch sein internationales Debüt und kam beim Qualifikationsspiel zur UEFA Europa League gegen Steaua Bukarest zum Einsatz. Nach abgelaufener Leihe verpflichtete ihn Brann Bergen zum 1. Januar 2011. Nach zwei Jahren in Norwegen wechselte Korcsmár zur Saison 2013/14 nach Deutschland zur SpVgg Greuther Fürth. Im Februar 2016 kehrte er nach Ungarn zurück und wechselte zu Vasas Budapest.

## Nationalmannschaft
Für die Junioren-Auswahlmannschaften von Ungarn nahm er an der U19-Europameisterschaft 2008 und U20-Weltmeisterschaft 2009 teil. Sein Debüt für die A-Nationalmannschaft gab er am 2. September 2011 beim 2:1-Erfolg über Schweden.

## Erfolge
- Dänischer Fußballmeister: 2018
- Dänischer Pokalsieger: 2019
- U-20-Fußball-Weltmeisterschaft 2009: 3. Platz